# Худилайнен, Александр Петрович
Алекса́ндр Петро́вич Худила́йнен (род. 2 мая 1956, д. Злобино, Калязинский район, Калининская область, РСФСР, СССР) — российский государственный деятель. Глава Республики Карелия с 24 мая 2012 по 15 февраля 2017.
Ранее — председатель Законодательного собрания Ленинградской области, секретарь регионального политического совета партии «Единая Россия» в Ленинградской области.
Входит в состав Попечительского Совета государственного образовательного учреждения высшего профессионального образования Балтийский государственный технический университет «Военмех» имени Д. Ф. Устинова. Также является президентом спортивной федерации горнолыжного спорта и сноуборда Ленинградской области.

## Биография
По национальности является финном-ингерманландцем. Владеет финским языком.
Александр Худилайнен родился 2 мая 1956 года в деревне Злобино Калязинского района Калининской области РСФСР. В 1961 году с родителями переехал в деревню Большая Ивановка Гатчинского района Ленинградской области. На территорию Ингерманландии предки Худилайнена переселились из прихода Париккала, расположенного в Южной Карелии, ещё в конце XVII века.
Его отец Пётр Абрамович Худилайнен (1921 года рождения) был кадровым военным, был призван в 1940 году, пулемётчик, воевал на Волховском фронте, инвалид войны. Когда Петру было три года, у него умерла мать, а когда ему исполнилось 13, убили его отца. В 17 лет его взяли в лесничество, работал лесником. Брат отца Александр Абрамович (1920 года рождения) воевал в 74-м отдельном разведывательном батальоне, входившем в начале войны в состав 71-й стрелковой дивизии, погиб в августе 1941 года под Сортавалой. Александру Петровичу дали имя в честь его дяди
В школьные годы Александр неплохо выступил на одном из соревнований на первенство Ленинграда по горным лыжам, которыми он активно занимался. Там его приметил тренер вузовской команды Военмеха, по совету которого Худилайнен поступил в Ленинградский механический институт (Военмех). В годы обучения в Военмехе продолжил заниматься горнолыжным спортом в ЛОС «Зенит». В 1979 году окончил университет по специальности инженер-механик.
Раздумывал над тем, чтобы переехать в Финляндию. Летом в 1990 и 1991 годах работал в финском городе Юлиторнио — занимался сваркой, малярными работами, водопроводом. Потом отказался от этой идеи, так как не смог стать «своим» в Финляндии:

Хоть я и стопроцентный финн, в Финляндии ко мне относились как к русскому. Я так и не привык к чувству, будто моя национальность второго сорта.— Интервью Главы Республики Карелия Александра Худилайнена финской газете Helsingin sanomat

### Карьера на предприятиях
Трудовую деятельность Александр Худилайнен начал на промышленных предприятиях:
- с 1979 по 1984 — на Ленинградском механическом заводе имени К. Либкнехта (технолог, заместитель начальника цеха)
- с 1984 по 1985 — в ПГО «Севзапгеология» (старший инженер-механик)
- с 1985 по 1987 — в институте «Ленгипроводхоз» (руководитель группы Таицкой экспедиции)

### В исполнительной власти посёлка Тайцы
С 1987 года работает в органах местного самоуправления Гатчинского района:
- с 1987 по 1991 — председатель исполкома Таицкого поселкового совета народных депутатов
- с 1991 по 1996 — глава администрации посёлка Тайцы

### В администрации Гатчинского района
В декабре 1996 года глава администрации муниципального образования «Гатчинский район» А. А. Ледовских назначил Худилайнена своим заместителем по вопросам экономической политики района.
С 2000 года — первый заместитель.
В 1999—2001 годах Худилайнен курировал в районной администрации вопросы жилищно-коммунального и дорожного хозяйства, строительства, пассажирского транспорта и связи.
Под руководством Худилайнена разработана «Концепция стратегического развития муниципального образования „Гатчинский район“ на период до 2010 года».

### Глава Гатчинского района

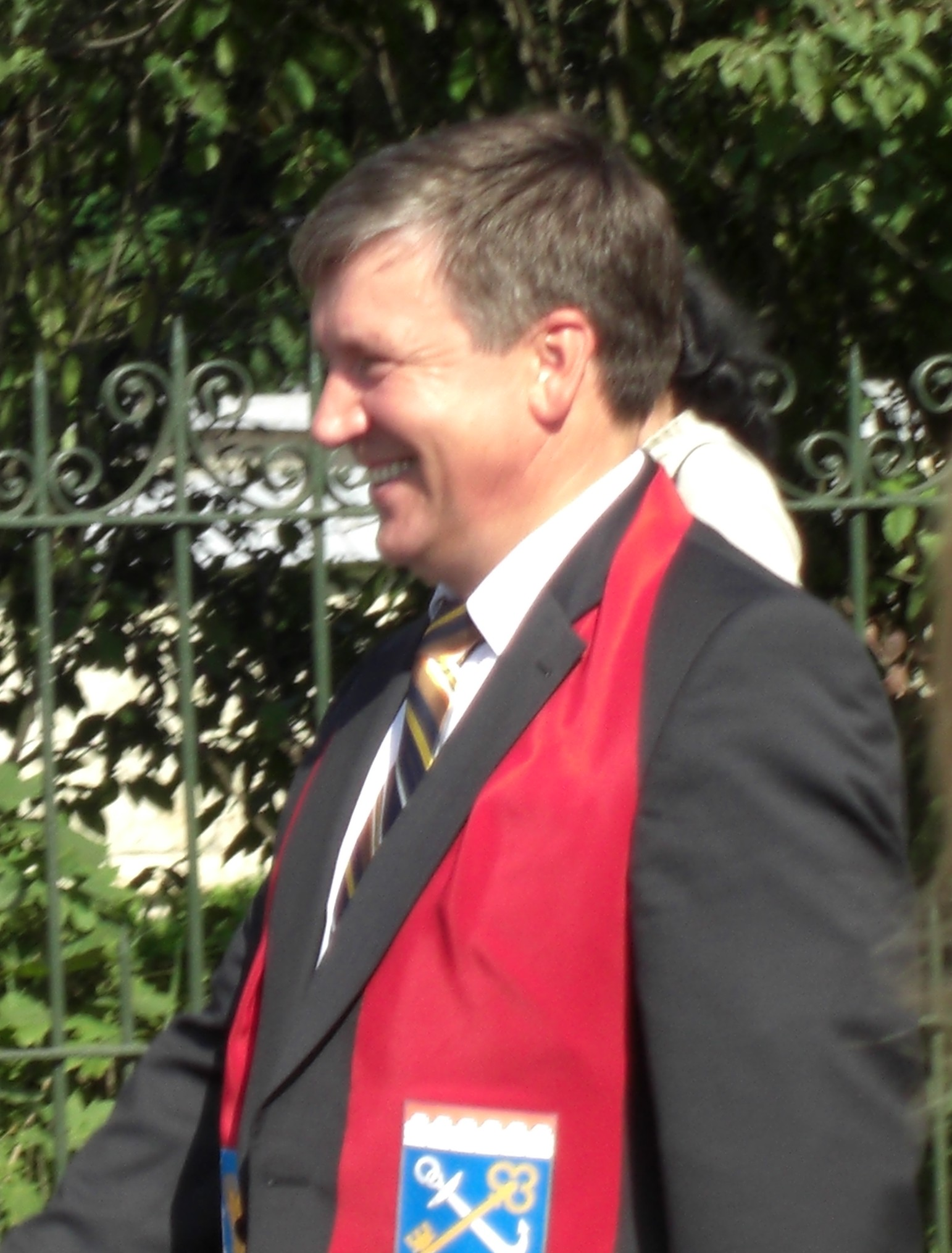
Александр Худилайнен в 2007 году — председатель президиума Совета муниципальных образований Ленинградской области

8 февраля 2001 года, после перехода главы администрации Гатчинского района А. А. Ледовских на другую должность, назначен и. о. главы администрации района. Кандидатура Худилайнена была утверждена по рекомендации губернатора Ленинградской области В. П. Сердюкова. 10 июня 2001 года состоялись выборы, на которых Худилайнен победил, набрав 84,57 % голосов
В 2004 году стал кандидатом экономических наук, защитив диссертацию по теме «Методы диагностики и прогнозирования бюджетной эффективности производственных систем»
1 января 2006 года Гатчинский район был объединён с двумя другими муниципальными образованиями — МО «город Гатчина» и МО «город Коммунар» под общим названием МО «Гатчинский район». Административным центром района стал город Гатчина.
В 2005 году по итогам IV Всероссийского конкурса Александру Худилайнену присвоено звание «Лучший муниципальный служащий» в номинации «Управление, экономика и финансы».
С 2006 Худилайнен стал главой администрации муниципального образования «Гатчинский муниципальный район» (назначен по контракту).
11 марта 2007 года на выборах депутатов Заксобрания Ленинградской области четвёртого созыва был кандидатом в депутаты от партии «Единая Россия», возглавлял список западной региональной группы. От депутатского мандата отказался.
В сентябре 2007 года стал председателем Президиума Совета муниципальных образований Ленинградской области. Предыдущий глава президиума Сергей Яхнюк был ранее назначен вице-губернатором Ленинградской области. По инициативе губернатора Валерия Сердюкова голосование председателя прошло на заседании правительства Ленинградской области. Руководители муниципальных образований приняли кандидатуру Александра Худилайнена единогласно.
Указом Президента России от 29 декабря 2007 года № 1783 включён в состав совета при Президенте Российской Федерации по развитию местного самоуправления.
27 мая 2011 года избран на должность секретаря регионального политсовета партии «Единая Россия». Тогда же он заявил о планах баллотироваться в Заксобрание Ленобласти на ближайших выборах.

### В Законодательном собрании Ленинградской области
На выборах 4 декабря 2011 года избран депутатом законодательного собрания Ленинградской области по списку партии «Единая Россия». 15 декабря 2011 года стал председателем законодательного собрания.

### Во главе Республики Карелия
22 мая 2012 года, после отставки Андрея Нелидова с поста Главы Республики Карелия, назначен президентом России В. В. Путиным исполняющим обязанности Главы Республики Карелия. 23 мая партия «Единая Россия», обладающая большинством в заксобрании Республики Карелия предложила президенту России Владимиру Путину три кандидатуры: Худилайнена, первого вице-премьера Юрия Канчера и председателя заксобрания Владимира Семёнова.
24 мая Владимир Путин внёс в заксобрание Республики Карелия кандидатуру Александра Худилайнена для наделения полномочиями Главы Республики Карелия. В этот же день кандидатура была утверждена — Худилайнена поддержали 39 депутатов, против были 8. Сразу после этого Александр Петрович принёс присягу и вступил в должность Главы Республики Карелия.
С 22 февраля по 3 октября 2013 — член президиума Государственного совета Российской Федерации.
В 2015 году конфликт с главой Петрозаводска Галиной Ширшиной получил широкий общественный резонанс, по результату которого её заместитель Евгения Сухорукова получила условный срок, сама Галина Ширшина решением Петрозаводского городского совета, была отстранена от должности. Партия Яблоко выступившая в их защиту, была снята с выборов в горсовет.
17 февраля 2016 года Президент РФ объявил Худилайнену выговор за срыв обязательств по переселению из ветхого жилья в регионе, 18 февраля 2016 года Худилайнен подписал указ «Об отставке Правительства Республики Карелия».
15 февраля 2017 года подал заявление о досрочном сложении полномочий и сообщил о том, что не будет выдвигать свою кандидатуру на предстоящих выборах Главы республики.

## Личная жизнь
Жена — Татьяна Худилайнен.
Сын — Андрей Александрович Худилайнен, заместитель генерального директора компании «Леноблгаз» (ОАО «Газпром газораспределение Ленинградская область»).

### Увлечения
Увлекается горнолыжным спортом, охотой и рыбалкой.

### Оценка личного состояния
С 1 января по 31 декабря 2010 года декларированный годовой доход Александра Худилайнена составил 1 063 257 рублей. Он также владеет 1 земельным участком, расположенном в Ленинградской области, общей площадью 2024 м² и жилым домом 108.5 м². В собственности у Александра Петровича лодка «Кайман-360» 2006 года выпуска. На счету в банке ЗАО «Банк ВТБ 24» на день подачи декларации находилось 10555 руб.
За 2011 года доход Худилайнена составил 669 тысяч 250,92 рублей. У него в собственности находится земельный участок площадью 2024 м² и жилой дом площадью 78 м². Из транспортных средств в собственности имеется надувная резиновая лодка «Кайман 360». На день подачи сведений Худилайнен имел в российских банках два счета на общую сумму 126 тысяч 297,02 рублей.
Доходы супруги в 2011 году составили 189 тысяч 114,76 рублей. В её собственности — двухкомнатная квартира площадью 52,4 м², расположенная в России, и автомобиль Hyundai Tucson.

## Награды
- Орден Почёта (2006 год)[10]
- Орден Дружбы (2018 год)[37]
- Медаль ордена «За заслуги перед Отечеством» II степени (2003 год)[38]
- Медаль «За заслуги в проведении Всероссийской переписи населения»[11]
- Медаль «В память 1000-летия Казани» (2005 год)[10]
- Медаль «150 лет основания института судебных приставов» (9 июля 2015 года, Приказ ФССП России № 1412-к)[39]
- Памятная медаль «20 лет Законодательному собранию Ленинградской области» (2014 год)
- Медаль преподобного Геннадия Важеозерского (16 мая 2016 года, Карельская митрополия Русской Православной Церкви)[40]
- Лауреат IV Всероссийского конкурса «Лучший муниципальный служащий» в номинации «Управление, экономика и финансы» (2005 год)[41]